# Bosset
Bosset é uma comuna francesa na região administrativa da Nova Aquitânia, no departamento Dordonha. Estende-se por uma área de 14,93 km². Em 2010 a comuna tinha 219 habitantes (densidade: 14,7 hab./km²).